# Mudflation
Mudflation bezeichnet eine spezielle Form der Inflation innerhalb von virtuellen Spielwelten, wie MMORPGs oder MUDs. Es bezeichnet den Verfall der Währung oder den Verfall der Nützlichkeit von Gegenständen (etwa Waffen, Rüstungen usw.) und geht einher mit dem Verfall von Spielinhalten. Im Prinzip wohnt Mudflation allen (Spiel-)Systemen inne, die zentral auf Level-Ups und »Machterhöhung« der Spieler aufbauen und durch unendlichen Zufluss von Gegenständen und Spielwährung gekennzeichnet sind.
Mudflation ist ein Kofferwort aus MUD und Inflation. Der Begriff erreichte auf der Höhe des Erfolgs von Everquest größere Bekanntheit und wurde insbesondere nach der Ruins-of-Kunark-Erweiterung populär.

## Faktoren
Angetrieben wird die Mudflation durch zwei Hauptfaktoren:
- Spieler erwerben Gegenstände oder Geld durch das Lösen bestimmter Aufgaben. Die Belohnung wird von dem Spiel über die Spielmechanik »aus dem Nichts« geschaffen und dem Spieler übergeben und somit innerhalb der geschlossenen Spielwelt häufiger. Im Handel mit anderen Spielern ist das Geld oder ein Gegenstand dadurch immer weniger wert – die steigende Häufigkeit drückt den Preis.
- Der zweite Faktor sind regelmäßig erscheinende (teils kostenpflichtige) Erweiterungen, die üblicherweise als Anreiz für die Spieler bessere Gegenstände und neue Herausforderungen einführen. Diese besseren Gegenstände (stärkere Waffen, härtere Rüstungen etc.) vereinfachen hingegen den Schwierigkeitsgrad der alten Spielinhalte. Dadurch werden ältere Gegenstände zum einen entwertet, zum anderen können Spieler so ausgestattet in alte Gebiete zurückkehren und dort sehr leicht große Mengen Geld oder Gegenstände sammeln.

Es gibt außerdem vor allem in Asien professionelle Firmen, die Werte im Spiel erzeugen („farmen“), um dann das Erwirtschaftete für eine andere Währung (z. B. US-Dollar) zu verkaufen (siehe Goldfarmer). Dadurch wird die Mudflation beschleunigt.
In einigen Geschäftsmodellen verkaufen die Spielbetreiber bestimmte Gegenstände oder Währung auch direkt an die Spieler. Dieser Grundsatz erzeugt fortwährend Spielwährung, die sie entwertet.
Als Resultat der Mudflation werden bestimmte Gegenstände immer teurer, da der Wert der Währung immer weiter verfällt. Gleichzeitig sinkt der Nutzen vorhandener Gegenstände, da sie durch neue, bessere deklassiert werden. Infolgedessen werden ältere Spielinhalte immer weniger herausfordernd und die ausgegebenen Belohnungen, die in der Regel auf dem alten Stand bleiben, weniger interessant. Hierdurch sinkt die Attraktivität des Spiels für neue Spieler insgesamt, welche – üblicherweise – in den alten Startregionen beginnen und sich umso mehr beeilen müssen, in die besseren Bereiche vorzudringen.

## Symptome
- Wertverfall der Spielwährung, weniger Kaufkraft, wobei zugleich bestimmte Gegenstände, die früher sehr begehrenswert waren, nun stark im Preis verfallen.
- Eine generelle Erhöhung der »Macht« der Spieler auf einem bestimmten Level, jeweils gemessen vor und nach der Expansion; hauptsächlich durch den erleichterten Zugang zu bestimmten Gegenständen oder Fähigkeiten
- Häufigere Erfolge gegen computergenerierte Gegner, die vormals als schwer galten, aber nun leicht zu sein scheinen (und ähnliches).
- Kommentare die anzeigen, dass das Spiel erst richtig ab Level X beginnt, wobei dieser Level fortlaufend steigt.
- Verringerter Nutzen von vormals hochwertigen Gegenständen
- »Hollow World«-Syndrom, bei dem vormals gut bevölkerte Gebiete sich langsam leeren, da die meisten Spieler in Gebiete weiterziehen, die aktuell als herausfordernd gelten.
- Die Zeit bis zum Levelaufstieg verkürzt sich zusätzlich (sie verkürzt sich allein schon durch das Wissen der Spieler, verbesserte Effizienz etc.), oder der Levelaufstieg ist beschleunigt. Dadurch ziehen Spieler schneller in neue Gefilde (ein Teil des »Hollow World«-Syndroms).

## Maßnahmen gegen Mudflation
- Der Wert innerhalb der Spielökonomie wird vermindert, indem Gegenstände verfallen (Item Decay) oder Gegenstände gelöscht werden. Üblicherweise werden inaktive Avatare nach einer bestimmten Zeit permanent gelöscht, somit Werte vernichtet. In manchen Fällen musste die Datenbank gelöscht werden, da die Mudflation das Spiel zerstört hatte.
- Statt der Erhöhung des Level-Limits (und damit Vergrößerung der »Macht« der Spieler) werden orthogonale Karrierepfade eröffnet. Dabei wird das Spielerlebnis nicht linear nach oben erweitert, sondern verbreitert und vertieft; durch diese Anreicherung der Spielinhalte wird die Wiederspielbarkeit erhöht.
- Der DPS-Wert (Damage Per Second), also die »Macht« der Spieler, wird nicht erhöht, stattdessen stellen sich die Level in kosmetischen Veränderungen dar. Statt mehr »Macht« gewinnen Spieler Statussymbole. In Systemen ohne Levelbeschränkungen wird dies so gehandhabt, wobei der Level selbst (die höhere Zahl als solche) schon als Statussymbol gelten kann.
- Es findet eine Verschiebung von »Machtgewinn« zu kosmetischem Gewinn statt, beispielsweise indem der Spieler kein neues Super-Schwert gewinnt, sondern die Möglichkeit, sein Schwert zu personalisieren (einzufärben etc.).
- Es werden eigene »Elder Games«, auch End-Games eingeführt (ökonomischer Art, PvP, Politik etc.), welche die Spieler beschäftigen (indem sie beispielsweise gegeneinander Krieg führen), wodurch starre und lineare Inhalte vermieden werden können. Dieses Verfahren birgt das Risiko, dass Spieler, die das gewohnte Leveln mochten, das Interesse verlieren.
- Restriktionen des Handels (siehe Soulbinding)
- Levelbeschränkungen bei der Benutzung von Gegenständen. Somit können Spieler mit hohem Level für sie leicht erworbene Gegenstände nicht an Spieler mit viel geringerem Level weitergeben und müssen nicht mehr gebrauchte Gegenstände anderweitig loswerden (zum Beispiel zerstören).
- In Final Fantasy XI konnte der inflationäre Trend weitgehend rückgängig gemacht werden, als professionelle Farmer aus dem Spiel verbannt wurden.
- Mithilfe eine Kreislaufes wurde die Mudflation in dem MMORPG Dofus unterbunden. Ziemlich genau der gleiche Wert an Geld das „aus dem Nichts erscheint“, verschwindet auch ins Nichts. Der Spieler muss Geld für den Bankzugriff zahlen (die Bank ist eine Art Lagerplatz für Gegenstände) oder Gebühren für Portale (gen. Zaaps) zahlen, die einen schnell in andere Gebiete bringen.

### Moneysink
Moneysink (oder Money sink) bezeichnet im Wortsinn einen Geldabfluss als Maßnahme gegen Mudflation. Dabei wird Geld über bestimmte Mechanismen dauerhaft aus dem Spiel entfernt, das zuvor unentwegt »aus dem Nichts« auf verschiedene Wege in die Spielwelt gekommen ist (als Belohnung für Quests, Monster töten etc.). Moneysinks treten in verschiedener Weise auf:
- der Spieler kauft bestimmte konsumierbare Gegenstände (Essen, Tränke, Upgrades etc.), die ihm meist temporäre Vorteile gewähren. Das Geld wird hier für temporäre Effekte »verbrannt«
- Der Spieler erwirbt Upgrades oder andere dauerhafte Verbesserungen.
- der Spieler erwirbt Leistungen in der Spielwelt, wie Heilung, Reparatur von Gegenständen, Transport durch die Spielwelt, Stauraum zum Lagern von Gegenständen (als »Maintenance«-Kosten (Instandhaltung) für Häuser, Miete etc.).
- der Spieler verkauft Gegenstände an Nicht-Spieler-Charaktere (NSC), die diese dann zu einem deutlich höheren Preis wieder an andere Spieler verkaufen. Über die Differenz wird Geld vernichtet.
- Spieler können Gegenstände oder Geld bei NSCs abliefern, um bestimmte Spielziele zu erfüllen.

### Dynamische Moneysinks
Moneysinks entfernen meistens nicht genügend Währung, als Spieler neue durch normales Spielen erschaffen. Mudflation wird durch die Moneysinks zwar gebremst, aber nicht dauerhaft bekämpft. Deshalb wurde eine Variante der Moneysinks konzipiert, die mehr Währung vernichtet, wenn sich mehr Währung im System befindet (durch Anhebung der Preise für die Services, Upgrades, temporäre Vorteile etc.). Dadurch soll das System in sich stabilisiert werden (siehe Selbstregulation). Die Schwierigkeit besteht darin, die dynamischen Moneysinks trotzdem so zu gestalten, dass neue Spieler einen Zugang zu den virtuellen Waren und Services behalten, die gebraucht werden, um das Spiel effektiv spielen zu können. Eine Methode für dynamische Moneysinks sind beispielsweise prozentuale Steuern, die bei bestimmten Transaktionen an das System bezahlt werden. Solche Verfahren kommen zum Beispiel bei World of Warcraft bei den Steuern für den Verkauf bei Auktionen oder bei Star Wars Galaxies als Steuer für Geldtransfers vor. Sie sind dynamisch – je höher der Preis (oder die Menge des transferierten Geldes), umso höher die abzugebende Menge.

### Soulbinding
Soulbinding (wörtlich: Seelenbindung) ist eine häufig in MMORPGs eingesetzte Methode zur Verhinderung des Handels zwischen Spielern, mit der Gegenstände dauerhaft an den Spieler „gebunden“ werden. Einmal an den Spieler gebunden, kann der Gegenstand nicht mehr oder nur noch an NSCs veräußert werden. Es wird durch Soulbinding insbesondere auch verhindert, dass Spieler höherer Levels, die leichter an Gegenstände niedriger Levels herankommen können, diese an Spieler mit noch kleineren Level verkaufen/verschenken können (und dadurch weiter Spielinhalte verfallen). Die Bindung erfolgt unterschiedlich. Es gibt grundsätzlich zwei Methoden:
Bind on Pick-up (BoP): Entsprechende Gegenstände werden sofort gebunden, wenn sie ins Inventar gelangen (zum Beispiel beim Plündern (looting) eines bezwungenen Gegners).
Bind on Equip (BoE): Der Gegenstand wird erst gebunden, wenn der Spieler den Gegenstand in Gebrauch nimmt.
Es wird außerdem noch unterschieden, ob Gegenstände strikt an eine Spielfigur gebunden sind (üblicherweise), oder ob es möglich ist, trotz Soulbinding Gegenstände an andere Spielfiguren desselben Accounts zu vergeben. Spieler können in den meisten MMORPGs mehrere Figuren pro Account besitzen.

## Kritik an dem Mudflation-Begriff
Mudflation kann auch als Vorteil verstanden werden:
- da ein konsumierter Spielinhalt zu gemeinsamen Erlebnissen bei den Spielern führen würde und Spieler später zurückgehen könnten und der früher als schwierig erlebte Spielinhalt nun leicht erscheint. Beides seien zentrale Inhalte der Gefühle, die solche Spiele vermitteln.
- dadurch, dass alte Spielinhalte praktisch unbrauchbar werden, würden neue frische Ziele gesteckt. Die Motivation bliebe dadurch länger erhalten.